# Carthamus hispanicus
Carthamus hispanicus là một loài thực vật có hoa trong họ Cúc. Loài này được (Boiss. ex DC.) Sch.Bip. mô tả khoa học đầu tiên năm 1846.